# Västmanlands runinskrifter 32
Västmanlands runinskrifter 32 är ett vikingatida runstensfragment av rödgrå granit som påträffades i Prästgården, Västerfärnebo socken och Sala kommun. Stenen hittades 1936 i grunden till den året före rivna prästgården. Den flyttades till Gammelgården cirka 200 meter söder om fyndplatsen. Fragmentet är 0,75 meter högt och 0,7 meter brett. Runhöjden är 8-10 centimeter. Ristningen är utförd av en van och skicklig runmästare, och den har attribuerats till Litle. På stenen finns ett enkelt kors och ett vackert ristat rundjur. Eventuellt utgör Vs 33 en del av denna sten.

## Inskriften
Translitterering av runraden:
... -- × si--on × sik × au(k) × -... ...-no × auk × (f)aþu- ...
Normalisering till runsvenska:
... [at] si[alf]an sik ok ... [þe]nna ok faðu[r] ...
Översättning till nusvenska:
... efter sig själv och ... denna ... och fader ...